# Farní sbor Českobratrské církve evangelické ve Vrchlabí
Farní sbor Českobratrské církve evangelické ve Vrchlabí spadá pod Královéhradecký seniorát ČCE.
Původně sbor Německé evangelické církve v ČSR (později Německá evangelická církev v Čechách, na Moravě a ve Slezsku).
Evangelické společenství ve Vrchlabí na konci 19. století narostlo zejména vlivem hnutí „Pryč od Říma“, které mělo značný národovecký náboj. Prvním vikářem v nově zřízeném filiálním sboru ve Vrchlabí se roku 1900 stal Richard Otto Wirth. Ještě v témže roce započali evangelíci se stavbou modlitebny, na kterou se skládali již od 2. 1. 1898. Práce probíhaly rychle. Stavět se začalo v půli května a 21. října byla modlitebna vysvěcena. Modlitebna byla vystavěna v secesním stylu. Důstojný charakter dodávaly stavbě vysoké střechy se štíty a arkýřovou věžičkou.
Oslavy vysvěcení modlitebny 21. října 1900 se staly událostí, kterou zaznamenalo celé město. Jen slavnostního průvodu se zúčastnilo na 800 hlav a dalších 3000 přihlíželo podél cesty k modlitebně.
Po vyhnání etnicky německého obyvatelstva v letech 1945 – 46 založena na místě původního luterského sboru kazatelská stanice sboru ČCE ve Valteřicích, posléze samostatný evangelický sbor od r.1947 se svým prvním českým farářem Josefem Kovářem.
Farářem sboru je v současné době Michael Pfann a kurátorem sboru je Jakub Kašpar, který je rovněž výpomocným kazatelem sboru. Místokurátorkou je Eva Sedralová.

## Faráři sboru po 2. sv. válce
- Josef Kovář (1948–1983)
- Jaromír Strádal (1989–2004)
- Petr Chlápek (2005 - 2017)
- Daniela Brodská (2018 - 2019)
- Michael Pfann (1. 1. 2020 - 31. 8. 2032)